# 中山理映子
中山理映子（なかやま りえこ）は日本の国土交通官僚。
国土交通省鉄道局幹線鉄道課新高速鉄道企画官兼鉄道局国際課国際事業推進室長、大臣官房審議官（航空局）などを務めた。

## 来歴
東京大学法学部を卒業し、1994年 運輸省入省。
国土交通省大臣官房人事課長補佐、国土交通省鉄道局幹線鉄道課新高速鉄道企画官兼鉄道局国際課国際事業推進室長などを務める。
2019年7月9日 国土交通省大臣官房参事官（地域戦略）。2020年7月21日 国土交通省総合政策局国際政策課長。2022年6月28日 独立行政法人国際観光振興機構理事。2024年7月1日 国土交通省大臣官房審議官（航空局）。
運輸省・国土交通省においては、鉄道行政などの分野の企画・立案のほか、海上保安庁や日本の観光問題などにも携わる。

## 略歴
- 1994年4月 - 運輸省入省。
- 2004年10月1日 - 国土交通省大臣官房人事課長補佐。
- 2006年9月5日 - 海上保安庁警備救難部警備課長補佐[3]。
- 2013年4月1日 - 国土交通省鉄道局幹線鉄道課新高速鉄道企画官 兼 鉄道局国際課国際事業推進室長[1]。
- 2016年7月 - 独立行政法人国際観光振興機構パリ事務所長。
- 2019年7月9日 - 国土交通省大臣官房参事官（地域戦略）。
- 2020年7月21日 - 国土交通省総合政策局国際政策課長。
- 2021年7月26日 - 海上保安庁総務部政務課長。
- 2022年6月28日 - 独立行政法人国際観光振興機構理事。
- 2024年7月1日 - 国土交通省大臣官房審議官（航空局）。